# 宣信者马克西姆
宣信者马克西姆（英語：St Maximus the Confessor，580年—661年8月13日），或稱認信者馬克西姆。基督教神学家、学者、教父、修道士，东正教、天主教、圣公会和路德宗圣徒、宣信者。曾受到拜占庭皇帝希拉克略的邀請，擔任私人國事秘書一職，但就任不久即離職，入了幾個修道院，成為修道士。聽到有关基督一志論的內容就開啟他的反對争论生涯，他支持迦克墩派观点，因此遭到审判受到酷刑，舌头和右手被割并流放至死格鲁吉亚。後來皇帝、主教們和信徒們都認定他是迦克墩偉大的信仰辯護者，所以尊稱他為「任信者（或宣信者）」。他極力支持的基督二志說在第三次君士坦丁堡公会议得到承认，他的著作也得到平反，成為詮釋與教導信仰的正統標準著作。

## 思想
馬克西姆身為教父，是被東西方教會皆認可的，其神學也是當代普世教會所知道的。他的神學呈現出清晰的宇宙觀，也有天主教傳統的一部份。在馬克西姆的宇宙論中有解釋到：「獨一的道就是萬有的理，萬有的理即是獨一的道。」，而基督就是那道與真理，這是宇宙論的出發點，神是從虛無、混沌中，形成、創造了可見的與不可見的。這觀點在七世紀時，無論是從神學還是哲學，都還沒有融入在當時的文化。儘管如此，馬克西姆依然堅持其所信。
馬克西姆認為，「神的意願就是在萬有之先的理」，也就是說，神所創造的萬物之所以可以成為自己，就是因為是在神裡面，在神良善的意願當中，而這創造的行動也是神自由的行動。上述提到的神的自由，是馬克西姆反對基督一志論的論證。他表示神是不必受到必然性的束縛，神的本性就是神，就是造物主，本性是美善的。這樣想，誰賦予神必然性？
馬克西姆對創造的神學性描述，提到「事物並非屬性的集合，事物可以被屬性表達，但屬性不能被事物表述。」，也提到神的意願是萬有生存的依據，萬有因著神的意願（萬有之理）而活動。以人來舉例說明，人性的本質屬性，是神賦予人的；人始終是人，但也是自由的，在自己本性的範圍內，可以自主地去思考與行動；而這一切都是在神的意願之下。
總結上述所說，這是馬克西姆的本體論，是他基督教的實體觀，所有受造物在某種意義上皆是神的啟示，都在神裡面、在神之下。

### 神學論爭－基督一志論vs.基督二志說
在第三次君士坦丁堡會議有涉及一場神學論爭，即是基督一志論與基督二志說，最後獲勝的基督二志說是以馬克西姆的作為主要代表。馬克西姆對基督二志說的堅持，反映出對人的自由意志的肯定。
馬克西姆的基督二志說，不只是他神學的其中一環，而是體現了他神學的一個基調－即聯合即分別的神學（theology of simultaneous union and distinction）：「結合的事物在一不可分離的聯合中仍然保持別殊而又不混淆（thing united remain distinct and without confusion in an inseparable union）」，這也不只是在他的基督論體現，也體現在他的三一論及教會論。
雖說馬克西姆支持迦克墩派觀點，但迦克墩的傳統對於馬克西姆來說只是神學資源的一部份，馬克西姆真正想說的不只是基督論的條文，而是基督的奧秘；而這奧秘並非只關於基督，而是整個宇宙。

### 對於「愛」的思想及著作
對於愛，馬克西姆強調愛是生於無情慾，信徒需要克服以及自愛。這樣無情慾的詮釋是積極地指向完全的愛，其中包含平等對待鄰舍，是一種豐盛的新生，積極參與愛裡的平等。因為整個受造的合一是神對世界的心意，情慾與自愛的目標可說是相反，因此需要去克服。
馬克西姆嚮往神與人的合一，在他的著作＜論愛四百則＞中有說到：「只有神才是本來就美善，只有仿傲神的人才從本意而成為美善的。因為他的目的就是要把壞人與本來美善的他聯合一處，使他們也變成美善。」他不僅表達了神平等的愛世人，也表示信徒也應平等愛世人。

## 社會政治與背景
481年，迦克墩公會議標誌著一個未分裂的天主教的結束。 當時皇帝希拉克略為了將使教會重新團結起來，避開談論 “一個精力（energy）”，而強調基督只有一個意志，即神的意志。期待這樣的方案能夠將教會合一起來，調節迦克墩公會議後的在基督“神人二性”的神學爭論點。但“基督一志論”卻引起了羅馬與君士坦丁堡的神學爭議。教宗馬丁贊成基督具有兩個意志。 而在此期間，馬克西母也是支持"耶穌二志說"的主導者。

## 生平
580年：他出生于君士坦丁堡一個很有名望的家庭； 長大後成為一名鼎鼎大名的政府官員，受皇帝希拉克略的邀請，擔任他的私人國事秘書。
614年：但後來辭去皇室職位，去作修道士。 三十出頭時開始了修道生涯，馬克西母成為修道士後，就投身於希臘集體生活的祈禱和苦行戒律生活中。馬克西姆在希臘文學上受過良好訓練，語言思維分析習慣上都是亞里斯多德學派的。他在小亞細亞和北非的幾座修道院待過。在其中一個地方，他遇到了未來耶路撒冷主教聖索菲羅尼烏斯，影響他的生活與思想方向，以新的思維來提高人們對危險的意識。 修道生涯中，第一個地方在克裡索波斯, 10年後，他輾轉到了賽普勒斯，最後來到迦太基的郊區。
632年 ：抵達迦太基時，他第1次聽到基督一志論，並立志反對這個學說。之後便自己提出基督二志說。因為基督一志論的提出，這一爭議也引起了教會與民間的熱烈爭議，但同時大家也已經厭倦了細微之處教義之爭，皇帝期望急於恢復統一，以抵禦東方的入侵，得到一個簡單的答案，就妥協了。但馬克西母卻沒有。馬克西母的反對理由很充分。快速地尋求簡單的答案、妥協和快速解決方案，至少是早期神學家從一個異端邪說轉向另一個的原因之一。他提到基督一志論會引起嚴重的問題，例如，如何理解耶穌在客西馬尼園的痛苦，如果他只有一個意志，那他的掙扎是什麼呢？於是痛苦就變成了一種假像。馬克西姆便輕鬆地贏得了辯論。
649年：他前往羅馬與教宗瑪定一世磋商，並於參加了拉特蘭會議，在那裡辯論占了上風。但皇帝君士坦斯二世和君斯坦丁堡的牧首卻依然支持基督一志論。
653年：皇帝君士坦斯二世下令逮捕馬克西姆和瑪定，由於兩人都拒絕接受新方案，他們被流放了。
655年5月：拜占庭軍隊逮捕馬克西姆及與其同一站線的瑪定一世，將他們帶到君士坦丁堡審判，並以叛國罪定罪，因為拜占庭軍隊想重建羅馬帝國，絕不允許不合一的聲音出現。而馬克西姆卻不願與基督一志論妥協，公然駁斥皇帝對於教會與神學的權威。
661年8月13日：他被召回君士坦丁堡，皇帝君士坦斯二世讓他撤回“基督二志說”的看法，他卻不願與基督一志論妥協，於是公然拒絕，法官決定讓馬克西姆永遠閉嘴。他命令折磨他的人割掉他的舌頭，砍掉他的右手，這樣他就再也不能反對基督一志論了。最後便受到酷刑致死。
680-681年：皇帝君士坦丁四世想調和羅馬與君斯坦丁的張力，在伊斯蘭大軍壓近東部時，他認為平息羅馬爭議很重要，於是舉辦了第三次君士坦丁堡公会议。會議最終譴責了基督一志論，並聲明基督具有兩個天賦意志。馬克西母也成為東正教的大英雄，東正教也把他的宇宙救贖觀視為合法教義。 儘管馬克西姆到死也沒有看見他一生所堅持的，但第三次君士坦丁堡公会议迴應了他堅持最好的答案！

## 評價
一位東正教神學家說：馬克西母可以稱為真正拜占庭神學之父。過去的合法傳統，即俄立根、艾華格留斯、迦帕多家教父、亞歷山大的區利羅，惟有透過馬克西母的系統，才能適得其所，保存於東方的基督教中。要瞭解拜占庭的整個神學，但不認識馬克西母的綜合法，至今仍是走不通的巷子。
認信者馬克西母是偉大的神學家，希臘教會屬靈教師。他對迦帕多家、埃瓦格留斯的修道院傳統與儀式，以及狄奧尼修斯都有較大的影響力。古代教會史上，曾有像馬克西姆同樣堅持教義不妥協的神學家--亞他那修，認為沒有打折的真理，對於真理妥協一點點，也不能認識真理。

## 著作
他的代表作《神秘學》，他以一種莊嚴、教條主義的風格或一篇冗長的文章反映了上帝的全般神秘。
馬克西母的神學風格和方法相當引人注目，他很容易從神學轉向靈性實踐，他也比任何其他教父時代的神學家都更好地融合東西方思想的最佳品質。
以下是馬克西姆一些優秀作品的譯文。這些是用於修士默想時候使用，譯作“世紀（Centuries）”,這里列舉83-85：
標題：當別人對你流言蜚語
83：有人在背後說你壞話。不要恨他，總要恨那搬弄是非和鼓勵搬弄是非的鬼。你們若恨那搬弄是非的人，就是違背了戒命，他用口犯罪，你就用行為犯罪。但如果你遵守這個命令，這就是你愛的證明了，如果你還能幫助他，他也可以脫離這樣的惡。
84：基督不要你恨其他人，或者因任何短暫原因引發的痛苦、悲傷或怨恨，這是清楚明白地在四福音書裡面宣稱的。
85：如果你真心為散佈流言蜚語的人禱告，上帝就會向那些聽到流言蜚語的人揭露真相。